# Ушаков Едуард Анатолійович
Едуа́рд Анато́лійович Ушако́в (13 грудня 1990, Новопокровка, Новотроїцький район, Херсонська область, Українська РСР — 29 серпня 2014, Іловайськ, Донецька область, Україна) — солдат резерву Міністерства внутрішніх справ України, учасник війни на сході України.

## Життєпис
Народився 1990 року в селі Новопокровка (Новотроїцький район, Херсонська область).
У часі війни — доброволець, старший стрілець (3-й взвод 2-ї роти, 2-й батальйон спеціального призначення НГУ «Донбас»), псевдо «Кейн».
Зазнав серйозного поранення, ранком 29 серпня 2014-го під час виходу «зеленим коридором» з Іловайського котла їхав у білій «газелі» у складі автоколони батальйону «Донбас». По дорозі з села Многопілля до Червоносільського автівку обстріляли терористи з гранатомета, вона миттєво спалахнула. Тоді ж загинув Олександр Мочалов.
3 вересня 2014-го тіло Едуарда разом з тілами 96 інших загиблих привезено до дніпропетровського моргу. 16 жовтня тимчасово похований на Краснопільському цвинтарі Дніпропетровська як невпізнаний захисник України. Ідентифікований за тестами ДНК, визнаний загиблим.

## Нагороди і вшанування
- Указом Президента України № 48/2017 від 27 лютого 2017 року «за особисту мужність, виявлену у захисті державного суверенітету та територіальної цілісності України, самовіддане виконання військового обов'язку» нагороджений орденом «За мужність» III ступеня (посмертно)[1].
- Його портрет розміщений на меморіалі «Стіна пам'яті полеглих за Україну» в Києві: секція 3, ряд 9, місце 18
- Вшановується 29 серпня на щоденному ранковому церемоніалі вшанування українських захисників, які загинули цього дня в різні роки внаслідок російської збройної агресії[2]
- Іловайський Хрест (посмертно)